# Pierre Coustain

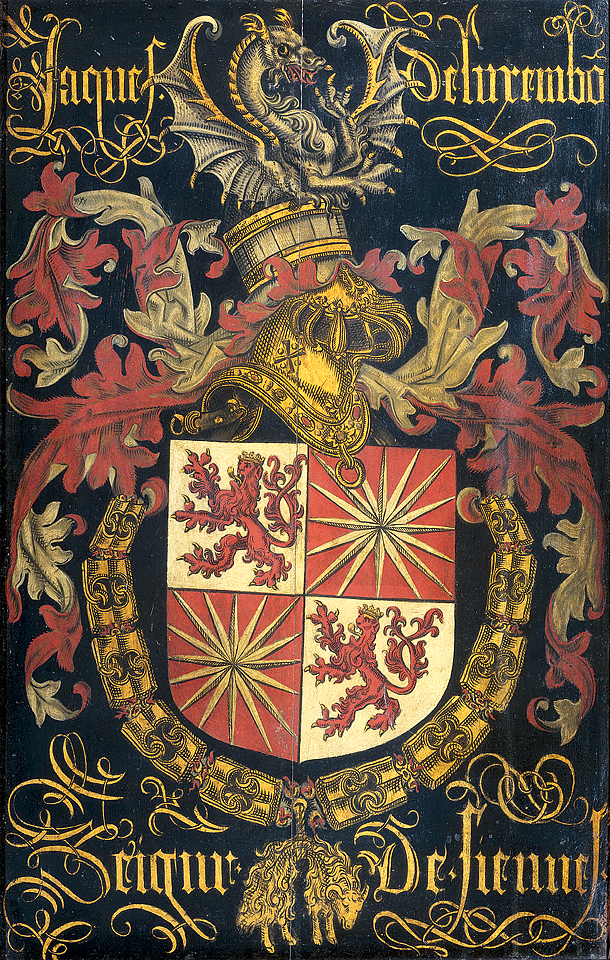
Anoniem (toegeschreven aan Pierre Coustain). Wapenbord van Jacobus I van Luxemburg-Fiennes (ca. 1426-1487), heer van Fiennes, in zijn hoedanigheid van ridder in de orde van het Gulden Vlies. Ca. 1481. Rijksmuseum Amsterdam.

Pierre Coustain, ook Coustens en Cousteyn (overl. 1487 (?)), was een decoratieschilder in dienst van de hertogen van Bourgondië.
Hij wordt voor het eerst in 1448 vermeld en was afwisselend actief in Brugge en Brussel. In 1450 volgde hij Hue de Boulogne op als schilder en hoofd van de automaten in het Kasteel van Hesdin. Vanaf 3 januari 1454 was hij in dienst als valet de chambre (kamerbediende) van Filips de Goede, voor wie hij dat jaar mee het Banket van de Fazant organiseerde. Later zou hij ook kamerheer zijn van Karel de Stoute en Maria van Bourgondië. 
Coustains werk als hofschilder was van tijdelijke aard. Voor speciale gelegenheden ontwierp hij wapenschilden, beelden, vlaggen en andere feestdecoraties, zoals voor het huwelijksfeest van Karel de Stoute in 1468 en voor de intocht van Maria van Bourgondië in 1477. Ook ontwierp hij militaire vlaggen, vaandels en wimpels. Zo kwam het dat veel van zijn werk tijdens de Bourgondische Oorlogen door de Zwitsers werd buitgemaakt en als trofeeën, de zogenaamde Burgunderbeute, in hun thuisland tentoongesteld werd.
Hij schilderde ook wapenborden voor de ridders van het kapittel van de orde van het Gulden Vlies. Deze orde kwam aanvankelijk elk jaar en later elke vijf jaar samen in een kerk in steeds een andere stad in de Nederlanden. Vanaf het 10e kapittel in Sint-Omaars in 1461 tot en met het 14e kapittel in 's-Hertogenbosch was Coustain verantwoordelijk voor de wapenborden. In 1461 werden zowel Coustain als Jean Hennecart uitbetaald voor de geleverde wapenborden, later alleen Coustain. Coutains formule voor deze wapenborden werd tot ver in de 16e eeuw aangehouden. Ook was hij actief als glasschilder. Hij overleed mogelijk in 1487.
- Biografisch Portaal: 49454438
- RKD-Nederlands Instituut voor Kunstgeschiedenis: 355790
- Union List of Artist Names: 500183940
- Virtual International Authority File: 125396969